# 山田光一
山田 光一（やまだ こういち、1921年5月4日 - 没年不明）は、日本の俳優。岐阜県加茂郡白川町出身。本名・旧芸名は山田 甲一。

## 出演作品

### 映画
- 殴り込み艦隊（1960年）
- 霧と影（1961年） - 刑事
- 悪魔の手毬唄（1961年） - 記者
- ギャング対ギャング（1962年） - 助手台の男
- 東京アンタッチャブル（1962年） - 刑務所の監督
- 安来ぶし道中（1963年） - 新田良平
- 暗黒街最大の決斗（1963年） - 老松組乾分丁
- 暗黒街大通り（1964年） - 交番のお巡り
- 続・図々しい奴（1964年） - 刑事
- 散歩する霊柩車（1964年）
- 虹をつかむ恋人たち（1965年） - 野次馬
- 網走番外地
  - 網走番外地（1965年） - 看守
  - 続 網走番外地（1965年）
  - 網走番外地 望郷篇（1965年）
  - 網走番外地 北海篇（1965年） - 警官
  - 網走番外地 荒野の対決（1966年） - 審判員
  - 網走番外地 大雪原の対決（1966年） - 看守
  - 網走番外地 悪への挑戦（1967年） - 島田保護司
  - 網走番外地 吹雪の斗争（1967年） - 囚人
  - 新網走番外地 嵐呼ぶダンプ仁義（1972年） - 西沢
- 無宿者仁義（1965年） - 記者
- 地獄の波止場（1965年） - 中年の親爺
- 夜の牝犬（1966年）
- 地獄の野良犬（1966年） - 倉庫番の爺さん
- 昭和残侠伝シリーズ
  - 昭和残侠伝 一匹狼（1966年） - 網元
  - 昭和残侠伝 血染めの唐獅子（1967年） - 人足頭
  - 昭和残侠伝 唐獅子仁義（1969年） - 荘治
  - 昭和残侠伝 死んで貰います（1970年） - 看守
- 一万三千人の容疑者（1966年） - 中西（時計店主）
- 可愛いくて凄い女（1966年） - 係官
- 侠客三国志 佐渡ケ島の決斗（1966年） - 福島
- 黄金バット（1966年） - 隊員
- 柳ヶ瀬ブルース（1967年） - 守衛
- 出世子守唄（1967年） - 検尺夫
- 喜劇団体列車（1967年） - 次の客
- 河内遊侠伝（1967年）
- 喜劇 競馬必勝法 大穴勝負（1968年） - 久保
- 続・決着（1968年） - 墓守り
- 密告（たれこみ）（1968年） - 木島産業社員
- 怪談 蛇女（1968年） - 男
- 妾二十一人 ど助平一代（1969年） - 往来の男
- 超高層のあけぼの（1969年） - 平沼大型掛長
- 日本侠客伝 花と龍（1969年）
- 組織暴力 兄弟盃（1969年） - クリーニング屋
- 日本暴力団 組長と刺客（1969年） - バーの客
- 血染の代紋（1970年） - 住人
- 任侠興亡史 組長と代貸（1970年） - 河西
- 捨て身のならず者（1970年） - 留置所の看守
- 日本ダービー 勝負（1970年）
- やくざ刑事（1970年）
- 戦後秘話 宝石略奪（1970年）
- 不良番長 口から出まかせ（1970年） - 鈴木
- 現代やくざシリーズ
  - 現代やくざ 盃返します（1971年）
  - 現代やくざ 人斬り与太（1972年） - 屋台の酔客
- 暴力団再武装（1971年） - 長さん
- ごろつき無宿（1971年） - 炭坑夫
- 尼寺博徒（1971年） - 医師
- 銀蝶シリーズ
  - 銀蝶渡り鳥（1972年） - 刑務所長
  - 銀蝶流れ者 牝猫博奕（1972年）
- ギャング対ギャング 赤と黒のブルース（1972年） - 刑事
- 女囚さそりシリーズ
  - 女囚701号/さそり（1972年） - 看守
  - 女囚さそり 第41雑居房（1972年） - 乗客
  - 女囚さそり けもの部屋（1973年） - 刑事
  - 女囚さそり 701号怨み節（1973年） - 法務相関係者
  - 新・女囚さそり 特殊房X（1977年） - 医師
- 麻薬売春Gメン（1972年） - 藤村警察医
- 実録安藤組シリーズ
  - やくざと抗争（1972年） - 活動家
  - やくざと抗争 実録安藤組（1973年） - 露天商
  - 実録安藤組 襲撃篇（1973年） - 消防官
  - 安藤組外伝 人斬り舎弟（1974年） - 刑事
  - 安藤昇のわが逃亡とSEXの記録（1976年） - 警官
- 狼やくざ 葬いは俺が出す（1972年） - 看守
- 夜の歌謡シリーズ 女のみち（1973年） - 中年男
- ネオンくらげ（1973年） - 警官
- ワル
  - 非情学園ワル 教師狩り（1973年） - 医者
  - 非情学園ワル ネリカン同期生（1974年） - 管理人
- 番格ロック（1973年） - 佐藤刑事
- 色魔狼（1973年）
- 海軍横須賀刑務所（1973年） - 看守
- ネオンくらげ 新宿花電車（1973年） - 若い男
- 聖獣学園（1974年） - 山川神父
- 暴力街（1974年）
- 0課の女 赤い手錠（1974年） - 看守
- 色情トルコ日記（1974年） - 山仁の社員
- 直撃! 地獄拳（1974年） - 警察幹部 ※ノンクレジット
- 少林寺拳法（1975年）
- 仁義の墓場（1975年） - 看守
- 大脱獄（1975年） - 警官
- 新幹線大爆破（1975年） - 乗客
- 実録三億円事件 時効成立（1975年） - 小林部長
- 東京ディープスロート夫人（1975年） - トルコ風呂の客
- 爆発! 暴走遊戯（1976年） - 医者
- 必殺女拳士（1976年）
- 横浜暗黒街 マシンガンの竜（1976年）麻薬課第四課長
- 子連れ殺人拳（1976年） - 護送の係官
- お祭り野郎 魚河岸の兄弟分（1976年） - 水源
- 暴力教室（1976年） - 山本
- トラック野郎
  - トラック野郎・望郷一番星（1976年） - 市場の男
  - トラック野郎・天下御免（1976年） - 係員
  - トラック野郎・度胸一番星（1977年） - 市場の荷主
  - トラック野郎・男一匹桃次郎（1977年） - 村瀬の隣人
  - トラック野郎・熱風5000キロ（1979年） - 飴売り
  - トラック野郎・故郷特急便（1979年） - 係員
- 男組 少年刑務所（1976年） - 水谷
- 爆発! 750cc族（1976年） - 銀行員
- 狭山裁判（1976年） - 鈴木医師
- 河内のオッサンの唄（1976年）
  - 河内のオッサンの唄 - 松原の住民
  - 河内のオッサンの唄 よう来たのワレ - 河内の住人
- 犬神の悪霊（1977年） - 村の親族
- 多羅尾伴内（1978年） - 球場職員
- 野性の証明（1978年）
- 白昼の死角（1979年） - 刑事
- 暴力戦士（1979年） - 警官
- 動乱（1980年）
- 二百三高地（1980年） - 一戸兵衛
- さらば、わが友 実録大物死刑囚たち（1980年） - 新聞記者
- ダンプ渡り鳥（1981年） - 公民館の事務員
- 獣たちの熱い眠り（1981年） - 精神科医
- 大日本帝国（1982年）
- おんな6丁目 蜜の味（1982年） - 達三
- スパルタの海（1983年） - 岩本鋼一
- 日本海大海戦 海ゆかば（1983年）
- 天国の駅 HEAVEN STATION（1984年） - 同級生
- 麻雀放浪記（1984年） - 「龍」の主人
- 玄海つれづれ節 （1986年） - 飲み屋の客
- 湘南爆走族（1987年）

### テレビドラマ

#### NHK
- 大河ドラマ / 獅子の時代（1980年） - 高利貸

#### 日本テレビ
- セブンティーン -17才-（1969年）
- ゴールドアイ（1970年）
  - 第3話「暗殺者は女を狙う」
  - 第6話「殺しの暗号」
  - 第15話「死闘また死闘 」
- 大激闘マッドポリス'80 第2話「No.1抹殺計画」（1980年）
- 特命刑事（1980年）
  - 第5話「小さな亡命者」
  - 第7話「逃亡地帯」
  - 第10話（最終回）「ファイナル・チャレンジ」
- 火曜サスペンス劇場
  - たそがれに標的を撃て（1982年）
  - 幻の犬（1982年）
  - 震える髪（1986年）
  - 哀しき母子鑑定（1988年）
  - 女弁護士 高林鮎子→弁護士・高林鮎子
    - 第5作「かいじ12号小淵沢で消えた不在証明」（1989年）
    - 第10作「博多－札幌殺人ルート」（1992年）
    - 第17作「支笏湖10時30分の女」（1995年） - 杉本浅夫
    - 第26作「雲仙長崎旅路の果て」（2000年）

  - 女監察医・室生亜季子
    - 第10作「顔の無い白骨死体」（1991年）
    - 第18作「時効なし」（1995年） - 岡崎誠

#### TBS
- キャプテンウルトラ（1967年）
  - 第1話「バンデル星人襲来す」 - X2号乗組員
  - 第11話「四次元衛星ノズラーあらわる」 - シルバースター隊員
  - 第13話「まぼろし怪獣ゴースラーあらわる!!」 - ケンタウルス星隊員
- キイハンター
  - 第93話「女王陛下ォー! 発狂一分前」（1970年）
  - 第174話「黒衣の花嫁 南国の連続殺人」（1971年）
  - 第179話「さすらいの一匹狼 荒野の挑戦」（1971年）
  - 第184話「決斗! 大雪渓のダイヤモンド作戦」（1971年）
- 柔道一直線 第46話「鬼の柔道 －柔よく剛を制すとは－」（1970年）
- 刑事くん
  - 第1部
    - 第10話「枯葉に朝日が」（1971年）
    - 第34話「街角の白い花」（1972年）

  - 第2部
    - 第5話「あれから君は」（1973年）
    - 第42話「君の涙は見たくない」（1974年）

  - 第3部 第11話「天使のいるところ」（1975年）
- アイフル大作戦
  - 第15話「夏の夜の大はずれガールハント」（1973年）
  - 第37話「乾杯! 恋人に捧げる死体」（1973年）
  - 第42話「今晩わ! 私たち人殺しなの」（1974年）
  - 第54話「仁義ある戦い」（1974年）
- バーディー大作戦
  - 第2話「現金輸送車大追跡!」（1974年）
  - 第10話「吸血ワラ人形の大予言」（1974年）
  - 第11話「真夏の海 殺しの請負業」（1974年）
  - 第13話「俺たちはダーディハリー3」（1974年）
  - 第19話「幽霊と同棲する女」（1974年）
  - 第24話「警官ギャング」（1974年）
  - 第27話「レディ（秘）大作戦」（1974年）
  - 第34話「年忘れ新婚除夜の鐘」（1974年）
  - 第39話「連続殺人! 女の事件簿」（1975年）
  - 第43話「電話で人を殺す方法」（1975年）
  - 第45話「サラリーマン現金強盗団」（1975年）
  - 第50話「神出鬼没! おしゃれ泥棒」（1975年）
- Gメンシリーズ
  - Gメン'75
    - 第2話「散歩する囚人護送車」（1975年） - 東都拘置所看守
    - 第8話「裸の街」（1975年）※出演シーンカット
    - 第10話「大空の身代金」（1975年）
    - 第15話「密輸死体」（1975年） - 花月ハイランドホテル従業員
    - 第16話「Gメン皆殺しの予告」（1975年） - 銀行警備員
    - 第18話「警察の中のギャング」（1975年） - そば屋の主人
    - 第20話「背番号3長島対Gメン」（1975年）
    - 第23話「車椅子の女刑事」（1975年） - 薬局の店員
    - 第24話「二人組警官ギャング」（1975年） - ゲームセンター支配人
    - 第30話「追跡と逃亡! 石狩挽歌」（1975年） - 古本屋主人
    - 第31話「男と女のいる特急便」（1975年） - 倉庫管理人
    - 第32話「死んだはずの女」（1975年） - 喫茶店マスター
    - 第33話「1月3日 関屋警部補・殉職」（1976年） - 刑事
    - 第34話「警視庁の中のスパ」（1976年） - 留置場看守
    - 第36話「女刑事を襲った男」（1976年） - 藤原刑事
    - 第39話「ギャングに呼ばれた刑事」（1976年） - 刑事
    - 第42話「殺人の条件」（1976年） - 警視庁留置所の看守※ノンクレジット
    - 第43話「刑法第十一条 絞首刑」（1976年） - 関東刑務所刑務官
    - 第44話「警視庁警視の妻の犯罪」（1976年） - 所轄署刑事
    - 第45話「警視庁広域手配No.307」（1976年） - モンタージュ写真技官
    - 第47話「終バスの女子高校生殺人事件」（1976年） - 所轄署刑事 ※ノンクレジット
    - 第48話「刑事・その恩師の殺意」（1976年） - 検死官
    - 第49話「土曜日21時のトリック」（1976年） - 検死官
    - 第51話「刑事訴訟法47条 女子大生ジャック」（1976年） - 中央飛行場スタッフ
    - 第56話「魚の眼の恐怖」（1976年） - 角谷眼科院長
    - 第58話「樹海に消えた白骨死体」（1976年） - 手術士
    - 第63話「拳銃を撃てない警官」（1976年） - 銀行警備係
    - 第65話「真夏の夜の連続女性殺人事件」（1976年） - ボート屋のおやじ
    - 第75話「刑事を捨てた刑事」（1976年） - 恵比寿家板前
    - 第78話「土曜日の幼稚園ジャック」（1976年） - 現場指揮官
    - 第82話「刑法240条 強盗殺人罪」（1976年） - 捜査主任
    - 第90話「スキー場首吊り殺人事件」（1977年） - 警官
    - 第96話「停年強盗」（1977年） - 医師
    - 第99話「安楽死」（1977年） - 医師
    - 第100話「北の国から来た遺骨」（1977年） - 中年の男
    - 第101話「切り裂きジャック連続殺人事件」（1977年） - 理髪店店主
    - 第102話「思春期病棟」（1977年） - バー「ヒロ」の客
    - 第104話「77.5.14 津坂刑事殉職」（1977年） - 所轄署刑事
    - 第105話「香港-マカオ 警官ギャング」（1977年） - 中原署捜査課刑事 ※ノンクレジット
    - 第112話「宇宙食の恐怖」（1977年） - 手術医
    - 第116話「エクソシスト殺人事件」（1977年） - 解剖医
    - 第117話「日本降伏32年目の殺人」（1977年） - 刑事
    - 第119話「アルコール漬けの小指」（1977年） - 中央総合病院医師
    - 第121話「パトロール警官と女性連続殺人の謎」（1977年） - 坂上署刑事
    - 第128話「六万五千円の警察手帳」（1977年） - 高林俊の父
    - 第131話「少女餓死」（1977年） - 鈴木病院院長
    - 第134話「移動交番爆破事件」（1977年） - 作業員宿舎の男
    - 第135話「死んだ人からの緊急電話」（1977年） - 解剖医
    - 第136話「X’マスイブ 21時のトリック」（1977年） - 監察医務医
    - 第141話「団地奥様族の犯罪」（1978年） - 現場鑑識
    - 第142話「エレベーター密室殺人事件」（1978年） - 警官
    - 第143話「午前2時に拾った女」（1978年） - 医者
    - 第144話「雪原に消えた13人の乗客」（1978年） - 福島署刑事
    - 第152話「女だけの通夜」（1978年） - 査察官
    - 第153話「魚の戦争」（1978年）※出演シーンカット
    - 第155話「浴槽に浮かんだ死体」（1978年） - 現場鑑識
    - 第156話「女子大生誘拐!」（1978年） - 守衛
    - 第159話「刑事が銃殺されるとき」（1978年）※出演シーンカット
    - 第178話「速水刑事を射つ男たち」（1978年） - 第一中央病院医師
    - 第185話「津軽海峡を渡る片足の男」（1978年） - 特急ひばり車掌
    - 第187話「爆弾を持ったサンタクロース」（1978年） - 宮坂署新町交番員
    - 第192話「新幹線 ひかり131号」（1979年） - 新幹線駅のアナウンス
    - 第198話「パレットナイフの殺人」（1979年） - 銃器課技官
    - 第199話「土曜日にネズミを殺せ!」（1979年） - 港東署外勤課警邏係長
    - 第200話「大空港の幽霊」（1979年） - ホテルのボーイ
    - 第206話「催眠術殺人事件」（1979年） - 玉井栄子の婚約者の父
    - 第211話「通勤バスから消えたキャリアガール」（1979年） - 電車運転士
    - 第212話「変質者」（1979年） - 豊多摩署刑事
    - 第225話「少年野球チーム誘拐」（1979年） - 片岡順一郎
    - 第229話「暴走トラック 殺人ゲーム」（1979年） - 捜査員
    - 第232話「悪魔殺人」（1979年） - 医師
    - 第236話「国会議員宿舎の連続強盗事件」（1979年） - 宮坂署警備課長
    - 第239話「親を撃ち殺す子供たち」（1979年） - 警官
    - 第240話「'80 新春おせち料理毒殺事件」（1980年） - 藪田清治
    - 第243話「奇妙な男と女のギャング」（1980年） - 横浜港南署鑑識係員
    - 第246話「女子大学入試殺人事件」（1980年） - 中央総合病院医師
    - 第256話「死体に呼ばれた女刑事」（1980年） - 城西署署長
    - 第262話「真夜中の偽装殺人」（1980年） - 中野坂署交通課員
    - 第265話「死化粧の女」（1980年） - 関東刑務所の神父
    - 第269話「少年とギャングの自転車レース」（1980年） - 警官
    - 第273話「怪談 死霊の棲む家」（1980年） - 信濃医科大学検視官
    - 第284話「金髪女性バスルーム殺人事件」（1980年） - 検死官
    - 第285話「満月の夜 女の血を吸う男」（1980年） - 解剖医
    - 第288話「唇を奪われた女刑事」（1980年） - 医師
    - 第290話「X'masカードの中の人骨」（1980年）※出演シーンカット
    - 第331話「新ＧメンVSニセ白バイ軍団」（1981年） - 捜査主任
    - 第334話「茶碗にテープを貼る変な泥棒」（1981年） - 検死官
    - 第346話「幽霊に殺された私」（1982年） - 警官
    - 第353話「白衣の天使　連続殺人事件」（1982年）※出演シーンカット

  - Gメン'82（1982年）
    - 第2話「アイドル歌手トリック殺人」
    - 第6話「サラ金に来た雨合羽の男」
    - 第7話「指の無いサンタクロース」
    - 第8話「ジングルベルに踊る死体」
- 仮面ライダーシリーズ
  - 仮面ライダーストロンガー 第2話「ストロンガーとタックルの秘密!」（1975年） - ブラックサタン科学者
  - 仮面ライダースーパー1 第8話「闘え一也! 死のドグマ裁判」（1980年） - 商店主（ドグマファイター）
- 宇宙鉄人キョーダイン
  - 第13話「どうして?! ダダ星人は団地がお好き」（1976年） - 警官（ロボ兵）
  - 第22話「ギャーッ!! 消えた教室」（1976年） - 科学者
  - 第39話「どうする!? マレー大彗星が地球に衝突」（1977年） - 長官
- 大鉄人17 第1話「謎の鋼鉄巨人」、第16話「どこへ!? 消えた人消えた町」（1977年） - 南徳造
- 森村誠一シリーズ・人間の証明 第4話（1978年）
- 二百三高地 愛は死にますか（1981年）
- ザ・サスペンス
  - 一周年記念特別企画 妻は告白する 女の体の中には自分でも気づかない魔性がいた!（1983年）
  - 宣告（1984年）
- 赤い秘密（1985年）
- 図々しい女たち 前編（1985年）

#### フジテレビ
- フラワーアクション009ノ1 第8話「人魚の涙に罠がある」（1969年）
- 新宿警察
  - 第15話「脅迫電話」（1975年）
  - 第25話「さよならも言わないで…」（1976年）
  - 第26話「長くて暑い日曜日」（1976年）
- 騎馬奉行（1980年）
  - 第14話「新春大当り千両くじ」
  - 第16話「殺人予告! 地獄からの挑戦」
- 吉田茂（1983年）
- 金曜女のドラマスペシャル / 終着駅殺人事件（1984年）
- スケバン刑事
  - スケバン刑事 第20話「呪われた父と娘(こ)!?」（1985年）
  - スケバン刑事II 少女鉄仮面伝説 第5話「秀才ドラフト会議をつぶせ!」（1985年）
  - スケバン刑事III 少女忍法帖伝奇 第4話「決斗!! 唯vs由真 わちは弱虫じゃなか」（1986年）
- 東映不思議コメディーシリーズ
  - バッテンロボ丸 第23話「どんなもんだい!ボクは会長」（1983年） - 老人会
  - おもいっきり探偵団 覇悪怒組 第34話「花盗人は魔天郎」（1987年） - サングラスの男
- 世にも奇妙な物語 / 親切すぎる家族（1990年）
- DRAMADAS / お子様は魔女（1991年）

#### テレビ朝日
- ナショナルキッド 第13話「宇宙大戦争」（1960年） - 山本部隊長
- 若い台風（1963年）
- ゼロ戦黒雲隊（1964年）
- 風来物語（1964年）
- 特別機動捜査隊
  - 第249話「乾いた海」（1966年）
  - 第266話「日曜日の死角」（1966年）
  - 第282話「大都会の墓場」（1967年） - 記者
  - 第292話「青春の追憶」（1967年） - 事務員
  - 第304話「私が悪かった」（1967年）
  - 第312話「恋人よさようなら」（1967年）
  - 第327話「続・蜜月旅行」（1968年） - 沢田次長
  - 第427話「日本人」（1970年） - 医者
  - 第464話「玄海灘の夕焼け」（1970年） - 熊倉
  - 第466話「十年目の事件（ヤマ）」（1970年） - 裁判官
  - 第502話「親なき子」（1971年） - 杉井
  - 第656話「熱風への復讐」（1974年） - 医師
  - 第661話「ある女刑事の逆襲」（1974年） - 医者
  - 第668話「嘘」（1974年） - 管理人
  - 第722話「ある恐怖の体験」（1975年） - 杉本
  - 第752話「我が輩は犬である」（1976年） - 練習場の客
  - 第753話「愛と死その罪」（1976年） - 医師
  - 第761話「明暗友情ブルース」（1976年） - 三上刑事
  - 第770話「歪んだ女心」（1976年） - 客
- ある勇気の記録（1966年）
- 忍者ハットリくん+忍者怪獣ジッポウ
  - 第14話「天下の名馬は流石でござる」（1967年） - 八百屋
  - 第23話「それはジッポウくん卑怯でござる」（1968年） - 肉屋
- 裸の町 第1話（1968年）
- ジャイアントロボ（1967年）
  - 第2話「大魔球グローバー」 - ユニコーン科学者
  - 第7話「敵は怪獣イカゲラス」 - 平山班長（ユニコーン暗号解読班）
- 河童の三平 妖怪大作戦（1969年）
  - 第17話「妖怪顔なし」 - 警官
  - 第24話「怪異半獣仙人」 - 村人
- 怪奇ロマン劇場 第4話「美しき亡霊」（1969年）
- 五番目の刑事
  - 第3話「夜の牙」（1969年） - 管理人
  - 第20話「爪をとぐ狼」（1970年） - 老人
  - 第25話「さらば! わが街新宿」（1970年） - 警官
- 男一番!タメゴロー（1970年）
- 打ち込め! 青春（1971年）
- ターゲットメン 第10話「二つの顔を持つ男」（1971年）
- さすらいの狼（1972年）
  - 第7話「竜と峠とじゃのめ傘」
  - 第10話「竜が見棄てた逃亡者」
  - 第15話「罠を放った矢場の女」
- 非情のライセンス
  - 第1シリーズ
    - 第3話「兇悪な夜の匂い」（1973年）
    - 第19話「兇悪の夢」（1973年） - 医者
    - 第42話「兇悪の新曲」（1974年）
    - 第50話「兇悪の陽だまり」（1974年）
    - 第51話「兇悪の逃亡者」（1974年）

  - 第2シリーズ
    - 第3話「兇悪の序曲」（1974年） - 労務主任
    - 第12話「兇悪の空白」（1974年） - 刑事
    - 第20話「兇悪の純愛」（1975年） - 俳優
    - 第31話「兇悪のプレゼント」（1975年） - 主任
    - 第43話「兇悪の密室」（1975年） - 研究員
    - 第58話「兇悪の雨に濡れて」（1975年） - 牧師
    - 第59話「兇悪の三億円」（1975年） - 主任刑事
    - 第65話「兇悪のざんげ」（1976年） - 刑事
    - 第75話「兇悪のワイン」（1976年） - 守衛
    - 第89話「兇悪犯指名手配」（1976年） - 看守
    - 第106話「黙秘」（1976年） - 所轄の刑事
    - 第110話「刑事妻」（1976年） - 川口警部
    - 第113話、第114話「男（前・後編）」（1977年） - 医者
    - 第119話「替玉」（1977年） - 嶺刑事

  - 第3シリーズ（1980年）
    - 第16話「兇悪の砂・事故死を運ぶ女」
    - 第26話「あゝ兇悪!さらば会田刑事」
- 旗本退屈男
  - 第6話「幽霊さがし」（1973年）
  - 第9話「待伏せ道中」（1973年）
  - 第20話「ねらわれた一万両」（1974年）
  - 第24話「油樽が消えた」（1974年）
- ザ・ボディガード（1974年）
  - 第11話「残酷な女の部屋」
  - 第26話「父性愛」
- 幡随院長兵衛 第20話「鉄火場の女」（1974年）
- がんばれ!!ロボコン
  - 第1話「おいらロボット ロボコンだい」（1974年） - 医師
  - 第33話「ノロノタリ! ロボショーバラバラ大賛成」（1975年） - 医師
  - 第66話「プンゲラシュン!! さよならまこと大山家」（1976年） - 医師
  - 第85話「ザグバンバン!! 海賊キッドの宝もの」（1976年） - 映画監督
- 仮面ライダーアマゾン（1975年）
  - 第12話「見た! ゲドンの獣人改造室!!」 - ゲドン科学者
  - 第23話「にせライダー対アマゾンライダー!!」 - アナウンサー
- ザ★ゴリラ7（1975年）
  - 第8話「誇り高き脅迫者」
  - 第25話「誘拐されたシンデレラ」
- 正義のシンボル コンドールマン（1975年）
  - 第10話「海の罠・魔界島」 - 市民 ※山田耕一とクレジット
  - 第11話「ゼニクレージー大反撃」 - 警官
- 燃える捜査網（1975年）
  - 第1話「女子中学生投身自殺」
  - 第10話「刑事なんて大嫌い!」
- 大非常線 第6話「勇者は誰か」（1976年）
- 特捜最前線
  - 第1話「愛の十字架」（1977年）
  - 第8話「愛と復讐の銃弾」（1977年）
  - 第20話「刑事を愛した女」（1977年）
  - 第40話「初指令・ 北北東へ急行せよ!」（1978年）
  - 第48話「惜別・指のない焼死体!」（1978年）
  - 第54話「ナーンチャッテおじさんがいた!」（1978年）
  - 第75話「面影・密告してきた女!」（1978年）
  - 第76話「妻が凶器を振るうとき!」（1978年）
  - 第92話「白い小さな訪問者!」（1979年）
  - 第101話「拳銃哀歌I・狼たちは跳んだ!」（1979年）
  - 第127話「裸の街1・首のない男!」（1979年）
  - 第136話「誘拐1・貯水槽の恐怖!」（1979年）
  - 第146話「殉職I・津上刑事よ永遠に!」（1980年）
  - 第152話「手配107・凧をあげる女!」（1980年）
  - 第162話「窓際警視の靴が泣く!」（1980年）
  - 第185話「スキャンダルを拾った刑事!」（1980年）
  - 第209話「三千万を拾った刑事!」（1981年）
  - 第237話「木枯しや……」（1981年）
  - 第243話「トランプ殺人事件の謎?!」（1981年）
  - 第249話「レイプ・襲われた姉妹!」（1982年）
  - 第258話「ヨコハマストーリー!」（1982年）
  - 第265話「遠い炎の記憶!」（1982年）
  - 第272話「狙われた乗客!」（1982年）
  - 第287話「リミット1.5秒!」（1982年）
  - 第293話「木枯らしの街で!」（1982年）
  - 第299話「蒸発妻を探して!」（1983年）
  - 第313話「父と子のブルートレイン!」（1983年）
  - 第314話「妻たちの犯罪日誌!」（1983年）
  - 第361話「疑惑 警察犬イカロスの誘拐!」（1984年）
  - 第369話「兜町・コンピューターよ、演歌を歌え!」（1984年）
  - 第382話「殺意が配達された朝!」（1984年）
  - 第390話「判決・愛が裁かれるとき!」（1984年）
  - 第404話「殺意をよぶダイヤルナンバー!」（1985年）
  - 第411話「ニューナンブ38口径の謎!」（1985年）
  - 第421話「人妻を愛した刑事!」（1985年）
  - 第428話「追跡・ラブホテルの目撃者!」（1985年）
  - 第434話「悪女からのプレゼント!」（1985年）
  - 第438話「美しい狙撃者!殺意を呼ぶマネーゲーム!」（1985年）
  - 第446話「遅れてきたXマス・密告電話の女!」（1985年）
  - 第454話「フラッシュバック! 通り魔を殺した女」（1986年）
  - 第465話「木曜日の暴行魔! 疑惑の単身警官待機寮」（1986年）
  - 第472話「嘘から出た殺人・結婚詐欺師に愛の手を!」（1986年）
  - 第497話「翔んでる目撃者!」（1987年）
- 野望（1977年）
- レッドビッキーズ
  - がんばれ!レッドビッキーズ（1978年）
    - 第14話「魔球を投げる少女」
    - 第35話「さようなら! 赤がえる」

  - それゆけ!レッドビッキーズ（1980年 - 1982年） - 荒井永吉（イチャモンの父）
- スーパー戦隊シリーズ
  - バトルフィーバーJ 第45話「心臓停止五分前!」（1979年） - 医師
  - 電子戦隊デンジマン（1980年）
    - 第20話「ゴリラ少年大暴れ」 - 医師
    - 第43話「謎なぞ七色レディ」 - 美女の父

  - 大戦隊ゴーグルファイブ 第9話「地獄のキノコ村」（1982年） - 工場長
- 爆走!ドーベルマン刑事（1980年）
  - 第2話「飛べ! 警察犬アレックス」
  - 第15話「Mrペテン師VS黒バイ部隊」
  - 第21話「臆病犬バロンの復活」
- 土曜ワイド劇場
  - 女弁護士 朝吹里矢子
    - 第4作「三重逆転! 完全犯罪」（1980年）
    - 第7作「モーテルの女が消えた!」（1983年）
    - 第8作「夫の愛人を二度殺した人妻」（1985年）
    - 第9作「相続欠格の秘密 美しい未亡人3年目の疑惑」（1987年）

  - 華やかな死体・赤い花は殺人予告（1980年）
  - 変装探偵 第2作「殺人鬼の赤い靴が歩く」（1982年）
  - 透明な季節（1982年）
  - 松本清張の駅路（1982年）
  - 三毛猫ホームズシリーズ 第4作「三毛猫ホームズの狂死曲 バイオリン連続殺人」（1982年）
  - 家路の果て（1985年）
  - 西村京太郎トラベルミステリー
    - 第10作「L特急「雷鳥九号」殺人事件」（1987年）
    - 第12作「みちのく湯けむり殺意の旅」（1987年）
    - 第13作「日本海殺人ルート」（1988年）

  - 笹沢左保の血の海（1988年）
  - 密会の宿 第5作「家元争いの陰に女たちの艶やかな謀略が舞う 殺人は月明かりの稽古場で」（1989年）
- ザ・ハングマン 燃える事件簿→ザ・ハングマン
  - 第2話「その命 五千万」（1980年）
  - 第50話「女催眠術師のウラを探れ」（1981年）
- 西部警察 (PART1) 第59話「残った一発の弾丸」（1980年）
- 警視庁殺人課 第1話「復讐のバラード」（1981年）
- メタルヒーローシリーズ
  - 宇宙刑事ギャバン 第7話「怪物がひそむ花びらに少女は口づけした」（1982年）
  - 時空戦士スピルバン 第23話「兄と妹が鬼伝説の山を走る」（1986年） - ハイカー（改造キンクロン）
  - 機動刑事ジバン 第13話「哀しみの少年を救え」（1989年） - バイオロン工作員
  - 特警ウインスペクター 第33話「目覚めた浦島太郎」（1990年） - 経営者
- はぐれ刑事純情派
  - 第1シリーズ 第18話「悪徳刑事の妻」（1988年）
  - 第2シリーズ（1989年）
    - 第4話「狙われた幼女」
    - 第26話（最終回）「金庫番の女」

  - 第7シリーズ 第12話「偽造金券の罠・逃げる妹の婚約者」（1994年）
- さすらい刑事旅情編II 第12話「寝台特急“北斗星”・層雲峡の女」（1989年）
- 流れ板七人 第1話「さらば恋人・函館料理対決」（1997年）

#### 12ch（テレビ東京）
- プレイガール
  - プレイガール
    - 第21話「女が裸を賭けるとき」（1969年）
    - 第28話「裸の女に手をかすな」（1969年）
    - 第55話「謎の尼寺博徒」（1970年）
    - 第61話「女のすご腕」（1970年）
    - 第97話「おんな一匹大勝負」（1971年）
    - 第143話「スリラー 女は黙って嘘をつく」（1971年）
    - 第150話「女のあらくれ」（1972年）
    - 第156話「妻は過去に何をされたか?」（1972年）
    - 第170話「女は妖しく勝負する」（1972年）
    - 第188話「ギャングが女湯にやって来た」（1972年）
    - 第206話「銀嶺は復讐の血で燃えた」（1973年） - 係長
    - 第208話「高校生芸者殺人事件」（1973年）
    - 第235話「裸女よパリを見て死ね!」（1973年）
    - 第285話「ヌードスタジオ殺人事件」（1974年） - ラーメン屋

  - プレイガールQ (1975年)
  - 第43話「ハイティーン裸の暴走族」 - 刑事
  - 第44話「女は裸で燃え上がる」
- 江戸川乱歩シリーズ 明智小五郎 第3話「黄金仮面」（1970年）
- 忍者キャプター 第1話「東京タワーに立つ七人の忍者」（1976年） - 国防省局長
- ぐるぐるメダマン（1976年）
  - 第10話「猫がお金を食べちゃった!!」 - 警官
  - 第21話「それ行け! お化けの運転手」 - 医師
- 快傑ズバット 第23話「大神家一族の三姉妹と天一坊」（1977年） - 横山
- ザ・スーパーガール
  - 第1話「7人のセクシーキャッツがいま激的に」（1979年）
  - 第2話「ピンクの肌は現ナマに燃えた」（1979年）
  - 第22話「花嫁強奪 殺しの前に裸をうばえ」（1979年）
  - 第33話「人妻蒸発 裏切りの肌は燃えて」（1979年）
  - 第44話「夜の手配師 女は月曜に嘘をつく」（1980年）
  - 第48話「夜が憎い 黒い罠にかかった」（1980年）
- ミラクルガール（1980年）
  - 第3話「アムステルダムに消えた美女」
  - 第5話「包囲線のメロディー」
  - 第16話「怪奇・美女惨殺の館」
- 刑事追う! 第16話「魔性」（1996年）